# Dukat (Verwaltungsbezirk)
Das Dukat bezeichnet ein Territorium unter der Kontrolle eines Dux und ist für das Byzantinische Reich wie für das Frankenreich belegt.

## Ursprünge

### Byzantinisches Reich
Im Byzantinischen Reich bildeten sich im 7. Jahrhundert Dukate als militärische Gebiete unter der Führung eines Dux als militärischen Oberbefehlshaber aus. Dieses wurde dann auch für die Bezeichnung und Eingrenzung eines Territoriums allgemein gebraucht.

### Frankenreich
Nach der Übernahme der Macht durch die Merowinger in den ehemaligen gallischen und germanischen Provinzen des Römischen Reiches, aber auch darüber hinaus, schufen die Merowingerkönige Dukate für Bevölkerungsgruppen oder geografische Zonen in ihrem Reich. Die Strukturen dieser Dukate waren nicht einheitlich.
Geografische Dukate wie das Juradukat im heutigen schweizerisch-französisch-deutschem Grenzgebiet waren Konstrukte zur Beherrschung von Gebieten einheitlicher geografischer Struktur, in die eingewanderte Bevölkerungsgruppen zu integrieren waren. Dazu wurden bestehende Verwaltungseinheiten wie spätrömische Civitates integriert, zum Teil auch neue Untereinheiten (etwa als Pagus) geschaffen. 
Völkerschaften insbesondere in Grenzbereichen und ohne institutionalisierte Verwaltungsstrukturen wurden von den Merowingern ebenfalls als Dukate geführt; so etwa die Bajuwaren, die Westgoten in Aquitanien, oder auch die Thüringer. Das Dukat kam damit in die Nähe eines Kleinkönigtums und hatte immer auch eine militärische Funktion zum Schutz des Merowingerreiches gegen angrenzende Herrschaftsbereiche. Typischerweise beließen die Merowinger die bestehenden Herrschaftsstrukturen in den von ihnen geschaffenen Dukaten unangetastet; daher liegen heute die Herrschaftsstrukturen dieser Gebiete aufgrund mangelnder Quellen teilweise im Dunkeln.

## Weitere Entwicklung
Die Dukate gehen mit den Karolingern und dann im Mittelalter in Herzogtümer über; auch hier ist der militärische Bezug weiterhin deutlich.